# Veidemannen
Veidemannen är en kulle i Antarktis. Den ligger i Östantarktis. Norge gör anspråk på området. Toppen på Veidemannen är 1 250 meter över havet.
Terrängen runt Veidemannen är varierad. Trakten är obefolkad. Det finns inga samhällen i närheten.